# Waschascha
Waschascha (auch Wašaša, Waschasch, Waschesch, Weschesch, Wešeš, Uashashau oder Uasheshu) ist die Bezeichnung eines Volkes, das in altägyptischen Quellen der 20. Dynastie des Neuen Reiches verzeichnet ist. Es bildete einen Teil der sogenannten Seevölker, die Ägypten um 1177 v. Chr. angriffen und durch Pharao Ramses III. im Nildelta besiegt wurden.